# 2020年中国大陆抗疫歌曲列表
此列表罗列出2020年间中国大陆各类组织、个人所创作或发行的抗击2019冠状病毒病疫情相关歌曲。由于此类曲目仍在被创作中，这一列表并不是完整的。
- 守護 (子木歌曲)：由常德人池上波填词作曲，子木演唱，發佈於2020年2月。歌曲致敬疫情期间奋战在一线的工作者。[1]

- 守護 (宮兆宏歌曲)：由青島即墨一中教师宫兆宏於2020年2月創作。歌曲致敬了疫情期间身處一线的醫護工作者。此歌被中国教育电视台评为优秀歌曲，入选中国教育电视台“全国校园抗击疫情主题原创歌曲MV”活动展播。歌曲入選《中小学音乐教育》“全民战役，中国加油全国优秀歌曲”。[2]

- 守護 (湖南岳陽湘陰歌曲)：发布于2020年2月，由长沙市作家协会、市音乐家协会会员刘胜松作词，中国音著协会员王浩远作曲，中国人民解放军文工团独唱演员段雅丹演唱，在湖南省工商联、广东省人民政府驻武汉办事处、湘阴县人民政府支持下製作並發布。[3]

- 守護 (陈书程歌曲)：发布于2020年2月，由中國人民解放軍东部战区陆军某海防旅某连指导员陈书程製作。歌曲致敬COVID-19疫情中在防控一线的軍人。[4]

- 大愛如山 (鄧東源作曲)：發佈於2020年2月。歌曲由向明、鄧晴共同作詞、鄧東源作曲、王筱海演唱。歌曲致敬COVID-19疫情中在一線的中國共產黨黨員。[5][6][7]

- 守護希望 (劉小雅作曲)：發佈於2020年2月，由俞慧作詞、劉小雅作曲。歌曲致敬COVID-19疫情中在一線的工作人員。[8][9]

- 守護 (上海彭浦新村社區歌曲)：發佈於2020年3月。由张帆涛作词，孙家佳作曲，王然編曲。歌曲配有MV，由一线社工代表參與錄製及演唱。歌曲赞扬了疫情中在前線的社區工作者。[10]

- 守護 (重慶渝北實中歌曲)：發佈於2020年3月。由渝北区实验中学音乐组和团委老师集体创作。歌曲赞扬了抗击疫情的前線醫護工作者。[11]

- 守護 (李卓恩歌曲)：发布于2020年3月，由北京景山學校學生李卓恩創作。歌曲称赞在疫情前线奋战的醫護人員。[12][13][14]

- 守护 (侯晨光歌曲)：发布于2020年3月，由侯晨光作曲，陈旭升填詞，蒙佳琦演唱。歌曲致敬在疫情一線的醫護工作者。[15]

- 守護 (廣州黃埔檢察官歌曲)：發布於2020年4月，原曲是歌手周蕙的《約定》，由广州黄埔区检察院检察官制作，歌词改编到演唱录制皆由检察官利用空闲时间完成。歌曲致敬疫情期间奔赴前線的醫護工作者。[16]

- 守护 (湖北广电歌曲)：發佈於2020年4月，由湖北广播电视台新闻广播事业部的的采编播人员主创并演唱，為系列广播剧《英雄的守护》的主题曲。歌曲讚賞在COVID-19疫情中奔赴武漢的醫護工作者和武漢人民。[17]

- 感谢有你 (小磊作曲)：發佈於2020年4月，由王國樑作詞、小磊作曲，由青海省40餘名歌手及省內工作者代表共同演唱。歌曲致敬在疫情一线的工作人员。[18][19]

- 致敬 (曲波作詞)：發佈於2020年4月，由曲波作詞、楊青山作曲、操奕恆、譚萌共同演唱。歌曲致敬抗击在疫情一線的工作人員。[20]